# Шахруди Дадаханов
Шахруди Дадаханов е руски джудист и бизнесмен от чеченски произход.

## Биография
Роден е в Грозни на 12 юли 1955 г. Възпитаник е на „Локомотив“ (Грозни). Състезава се за ЦСКА (Москва) от 1983 г. Печели сребърни и бронзови медали в шампионатите на СССР. От 1992 г. работи в спортното дружество на ЦСКА (Москва).
През 1996 г. купува 49% от акциите на ПФК ЦСКА (Москва), а на следващата година придобива още 25% и става президент на клуба. По времето на Дадаханов „армейците“ стават вицешампиони на Русия и записват 12 поредни победи в шампионата. Към края на 1990-те години придобива 99,4% от акциите на клуба. След като е заподозрян, че финансира чеченската армия, бизнесменът и подава оставка като президент през лятото на 2000 г. Дадаханов продава ЦСКА на английската фирма Blue Castle Entertainment и „АВО-Капитал“ на 20 февруари 2001 г.
След като напуска ЦСКА Москва, се занимава със строителен бизнес.